# Helsingin Kisa-Toverit
Il Helsingin Kisa-Toverit è una società cestistica avente sede a Helsinki, in Finlandia. Fondata nel 1929, gioca nel campionato finlandese.

## Palmarès
- Campionato finlandese: 5

1961, 1962, 1962-63, 1963-64, 1964-65
- Coppa di Finlandia: 1

1970